# 조현정 (성우)
조현정(1978년 7월 25일~)은 대한민국의 성우로, 2002년 문화방송 성우극회 공채 16기로 입사했다.

## 약력
자신의 블로그와 트위터 계정 이름이 '만두'인데 이에 대해 그녀는 '고등학교 때부터 별명이 만두였는데, 당시 체형이 통통했고 피부 하얗고 똥머리 하고 다녔더니 위로 오므려져있는 고기만두 같다고 친구들이 붙여준 별명'이라 밝혔다.

## 출연 작품

### MBC
- 꼬마마법사 레미 샵 (MBC, 투니버스)
- 꼬마마법사 레미 포르테 (MBC, 투니버스)
- 천재소년 지미뉴트론 (MBC)
- 텔레몬스터 (MBC) - 포포
- 싸이킥 히어로 (MBC)
- 에어로버 (MBC) - 수지, 안젤라, 올리비아
- 시간탐험대 다이노맨 (MBC) - 다이노맨

### KBS
- 터닝메카드 W - 로키
- 내 친구 누비
- 또봇 V 2기 - 버블캣
- 출동! 애니멀 레스큐 - 안나
- 쉿! 내 친구는 빅파이브 시즌1 2 - 패트
- 린다의 신기한 여행 - 루시, 루나, 에드워드, 빅터
- 좀비덤 - 윙키
- 헬로 카봇 - 스카이
- 부탁해요! 포코타 이장님 - 포코타

### 타사
- 날아라 호빵맨 (애니맥스) - 카레빵맨
- 도라에몽 시리즈 (애니원) - 신이슬, 그 외 단역들
- 디지몬 고스트 게임 (재능TV) - 라플레시몬
- 지우개군 (재능TV) - 꼬마, 심심이
- 슈퍼꼬마 퍼맨 (재능TV) - 퍼디
- 포켓몬스터 썬&문 (투니버스) - 마자용
- 포켓몬스터: 리코와 로드의 모험 (투니버스) - 도트/타르링
- 마이 리틀 포니 (투니버스) - 레인보우 대쉬
- 헬로 카봇 리턴즈 (SBS) - 스카이 X
- 비밀♥비밀의 에그엔젤 코코밍 (디즈니 채널) - 키키밍, 아로밍, 카피밍, 타이밍, 민채언, 정우진, 또또밍 태어난 곳에 할머니의 손녀, 그 외 단역들
- 반짝반짝 해피★ 열려라! 코코밍 (디즈니 채널) - 키키밍
- 신비아파트 시리즈 (투니버스) - 신비, 민지(고스트볼Z 4화)
- 히어로 써클 시리즈 (EBS) - 태오
- 베이맥스! (디즈니+) - 캐스 아르마다
- 팬보이 & 첨첨 (니켈로디언) - 첨첨
- 네모바지 스폰지밥
- 메탈카드봇S 강철의 귀환 (EBS) - 시에로

### 영화 애니메이션
- 루카 - 다니엘라 파구로
- 슈퍼배드 3 - 루시
- 극장판 에그엔젤 코코밍:푸르밍과 두근두근 코코밍 세계 - 키키밍
- 코렐라인 - 코렐라인
- 극장판 포켓몬스터 XY: 파괴의 포켓몬과 디안시 - 디안시
- 신비아파트: 금빛 도깨비와 비밀의 동굴 - 신비
- 극장판 신비아파트: 하늘도깨비 대 요르문간드 - 신비
- 신비아파트 극장판 차원도깨비와 7개의 세계 - 신비
- 신비아파트 특별편: 붉은 눈의 사신 - 신비
- 장화신은 고양이: 끝내주는 모험 - 마마 베어
- 마이 리틀 포니: 더 무비 - 레인보우 대쉬
- 마이 리틀 포니: 레인보우 로드 트립
- 사랑의 하츄핑 - 트러핑
- 극장판 도라에몽: 진구의 그림이야기 - 신이슬

### 외화
- CSI 과학수사대 (MBC)
- CSI 뉴욕 (MBC)
- CSI 마이애미 (MBC)
- 페이첵 (SBS)
- 나쁜 녀석들 2 (MBC) - 마커스의 딸(비앙카 베순)
- 슈퍼코리언 (SBS)
- 라즈베리 타임즈 (SBS) - 미모사 선생님 / 안젤리카 / 팬지
- BB 프로젝트 (SBS) - 아기의 엄마(응채아) / 슬리퍼의 동생(풍호시)
- 스쿠비 두 2: 몬스터 대소동 (SBS) - 재스퍼 하우 (알리시아 실버스톤)
- 24 (MBC) - 재닛
- 컨피던스 (SBS) - 케이티(멜리사 라우너)
- 오 O (SBS) - 에밀리 (레인 피닉스)
- 블러드 워크 (SBS) - 레이먼드(메이슨 루세로)
- DOA (MBC) - 크리스틴 앨런 (홀리 밸런스)
- 페이스 오프 (MBC) - 완다(마거릿 조) / 아담(데이빗 맥컬리)
- 대진제국 (MBC) - 매고
- 비욘드 사일런스 (MBC)
- 프로젝트 B (MBC) - 일본 영사관 직원(쿄코 마나베)
- 콜드 마운틴 (MBC)
- 이탈리안 잡 (MBC) - 스키니의 여친(멜러니 제인) / 어린 레프트(크리스토퍼 무어 2세)
- 닉 오브 타임 (MBC)
- 겜블 (MBC)
- 롤러볼 (MBC)
- 판타스틱 소녀 백서 (MBC)
- 일본침몰 (MBC) - 미사키 (후쿠다 마유코)
- 식스데이 세븐나잇 (MBC) - 안젤리카 (재클린 오브라더스)
- 식스팩 (MBC) - 마린 (키아라 마스트로얀니)
- AD 2000 (MBC) - 재닛 (Gigi Choi)
- 론머맨2 (MBC) - 제니퍼 (카밀 쿠퍼)
- 스파이 키드 3D: 게임 오버 (SBS) - 프랜시스(보비 에드너)
- 온 더 라인 (SBS) - 줄리 (아만다 포먼)
- 러브 인 아프리카 (SBS) - 클라라 (가브리엘 오디니스) 외
- 나이트 플라이트 (SBS) - 레베카(브리터니 오크스)
- 시크릿 새터데이 (카툰네트워크) - 잭 새터데이
- 에어 콘트롤 (MBC)
- 메이드 인 아메리카 (MBC)
- 링 (MBC)
- 링2 (MBC)
- 개같은 내 인생 (MBC)
- 지옥의 베를린 타워 (MBC) - 프란신(소피 브리스텔)
- 버드가의 섬 (MBC)
- 바이센테니얼 맨 (MBC)
- 캐리비안의 해적: 블랙 펄의 저주 (MBC) - 어린 윌(데일런 스미스)
- 투모로우 (MBC)
- 히 러브스 미(MBC)
- 싸늘한 여름 (MBC)
- 의천도룡기 (MBC) - 주지약 (여자)
- 프로텍션 (MBC)
- 아이엠 샘 (MBC)
- 더 길티 (MBC) - 에이미(테일러 앤 레이드)
- 실버호크 (MBC)
- 어바웃 어 보이 (MBC) - 마크 (조너선 프랭클린)
- 스타트렉9 : 최후의 반격 (MBC) - 아팀 (마이클 웰치)
- 정복자 펠레 (MBC) - 일꾼(타인 스톡홀름)
- 오리지날 씬 (MBC)
- 환생 (MBC)
- 일렉션 (MBC) - 리사 (프랭키 잉그라시아)
- 디 아이 (MBC)
- 프랭키와 쟈니 (MBC)
- 부라보 투 제로 (MBC)
- 피아노 (MBC)
- 제니퍼 연쇄 살인사건 (MBC) - 바비
- 써머스비 (MBC) - 로버트
- 위험한 정사 (MBC)
- 스틸 (MBC) - 도로시(에이미 소볼)
- 타이쿠스 (MBC)
- 4월 이야기 (MBC) - 유미코(기쿠타 유미코)
- 질리안의 37번째 생일에 (MBC)
- 볼링 포 콜럼바인 (MBC)
- 체인 리액션 (MBC)
- 가위손 (MBC) - 자전거를 탄 아이(타베타 토마스)
- 구름 속의 산책 (MBC)
- 황비홍2 (MBC)
- 헨리 이야기 (MBC)
- 클리핑행어 - 죽음의 질주 (MBC)
- 파이터 블루 (MBC)
- 인도차이나 (MBC)
- 동방삼협 2 (MBC)
- 캐릭터 (MBC)
- 엑스 VS 세버 (MBC)
- 살인 박쥐의 습격 (MBC)
- 익스트림OPS (MBC)
- 패밀리 맨 (MBC) - 방송 앵커(메리 시비엘로)
- 산드라 블록의 28일 동안 (MBC) - 그웬 엄마
- 뉴욕의 가을 (MBC)
- 순류역류 (MBC) - 제니퍼
- 잃어버린 세계 (MBC)
- 미션 임파서블 2 (MBC) - 소녀(앨리슨 아라야)
- 베오울프 (MBC)
- 집으로 가는 길 (MBC)
- 폴리스 스토리 2 (MBC) - 간호사(상천아)
- 슬립 허, 쉬즈 프렌치 (MBC)
- 벼리의 시간여행 (MBC)
- 유니버셜 솔져 - 그 두 번째 임무 (MBC)
- 스트리트 파이터 (MBC)
- 세 얼간이 (MBC) - 라주의 누나(차이탈리 보스)
- 전왕 (MBC)
- 그들만의 리그 (MBC)
- 도그 위스퍼러 (NGC)
- 쥴리의 육지 대모험 - 헤더
- 꼬마마녀 요요와 네네 - 아키
- 이상한 나라의 지니 (EBS)
- 소살리토 (MBC) - 엘렌의 친구(수지 장)
- 캡틴 아메리카: 윈터 솔져 (MBC) - 케이트, 샤론 카터 (에밀리 반캠프)
- 라스트 런(MBC) - 요원(니콜렛 바라바스)
- 중안조 (MBC) - 홍정방의 애인의 친구(진당새)
- 캡틴 아메리카: 시빌 워 - 케이트, 샤론 카터 (에밀리 반캠프)
- 극장판 파워레인저 갤럭시포스 VS 스페이스 스쿼드 - 메레
- 비긴 어게인 (MBC) - 카렌 / 질
- 수퍼 소닉 2 - 테일즈(콜린 오쇼너시)
- 수퍼 소닉 3 - 테일즈(콜린 오쇼너시)
- 팔콘과 윈터 솔져 - 샤론 카터(에밀리 밴캠프)

### 해설
- SBS 스페셜 (SBS)

### 게임
- 디아블로3, 히어로즈 오브 더 스톰 - 리밍
- 리그 오브 레전드 - 리븐, 이렐리아, 퀸
- 오버워치 - 파라
- 음양사- 잉어요정
- 데스티니 차일드 - 드미테르
- 메이플스토리 - 여성 카데나, 여성 은월, 이데아 (신의 도시 세르니움), 에브릴
- 쿠키런 킹덤 -  마라맛 쿠키, 바나나맛 쿠키
- 애프터라이프 - 냥이선배
- 배틀그라운드 모바일 햄스터음성
- 콜 오브 듀티: 모던 워페어 - 파라
- 붕괴 스타레일 - 백로
- 마비노기 영웅전 -  피오나

### 특촬물
- 파워레인저 와일드스피릿 (챔프TV) - 사치코 / 메레 (환수 카멜레온 권/피닉스 권)
- 퓨어엔젤 미라클 매직 (투니버스) - 미래

### 방송
- 무한도전 (MBC)

### 뮤직비디오
- 신비송 (ㅅㅂㅅ) - Feat. 여자친구 신비

## 광고
- LG유플러스

## 같이 보기
- 문화방송
- 문화방송 성우극회
- 투니버스

### OST
- 부탁해요! 포코타 이장님 오프닝: 포코포코 포코타 장미 코러스 조현정, 이새아